# Laura de Córdova
Laura de Córdova foi uma mártir cristã espanhola que viveu em Al-Andalus durante o século IX. É uma das Mártires de Córdova.
Nasceu em Córdova e se tornou uma freira em Cuteclara após a morte de seu marido, eventualmente sendo escolhida para ser a abadessa do convento. Foi martirizada pelos muçulmanos que a tomaram como prisioneira e a escaldaram até a morte ao colocá-la num caldeirão de chumbo fervente.